# Ritratto di Diego de Acedo, el Primo
Diego de Acedo, el Primo è un dipinto a olio su tela (107x82 cm) realizzato nel 1644 dal pittore Diego Velázquez.
È conservato nel Museo del Prado.
Il nano Diego de Acedo, funzionario di Palazzo, è ritratto da Velázquez elegantemente vestito in abito scuro, intento nel maneggiare dei fogli su cui è posato un barattolo di colla: probabilmente il suo incarico era quello di timbrarli per la corte. Sullo sfondo, delle montagne.